# 共产主义团结（马列）
共产主义团结（马列）是冰岛的一个已不存在的共产主义政党。1970年代后期，一些冰岛学生建立了该党。该党先是奉行毛主义，中阿决裂后转而奉行霍查主义。1979年，该党与冰岛共产党（马列）合并为共产党（后于1985年解散）。
该党的主席是地质学家Ari Trausti Guðmundsson，后于2016年作为左翼－绿色运动候选人当选冰岛议会议员。